# Dipseudopsis voluta
Dipseudopsis voluta là một loài Trichoptera trong họ Dipseudopsidae. Chúng phân bố ở miền Ấn Độ - Mã Lai.